# Сканданавија (Висконсин)
Сканданавија (енгл. Scandinavia) град је у америчкој савезној држави Висконсин.

## Демографија
По попису из 2010. године број становника је 363, што је 14 (4,0%) становника више него 2000. године.
| Група             | 2000.       | 2010.       |
| Белци             | 344 (98,6%) | 351 (96,7%) |
| Афроамериканци    | 1 (0,3%)    | 2 (0,6%)    |
| Азијати           | 0 (0,0%)    | 0 (0,0%)    |
| Хиспаноамериканци | 0 (0,0%)    | 8 (2,2%)    |
| Укупно            | 349         | 363         |